# Alfred Canal i Comas
Alfred Canal i Comas (Granollers, 1884 - 1942) va ser un metge molt vinculat a la societat granollerina. A part de la seva vàlua com a metge va destacar per la tasca divulgativa que va portar a terme des de la revista La Gralla, de la qual fou fundador, on escrivia articles de qüestions sanitàries d'interès públic i també de divulgació de la història local, de la qual era un apassionat.

## Biografia
Alfred Canal i Comas va néixer a Granollers el 19 de desembre de 1884, fill de Marti Canal i Canal i Maria Teresa Comas i Juliachs. El seu pare treballava al Servei de Recaptació de I'Administració de Granollers i la seva mare era una modista. Maria Teresa va morir quan el seu fill tenia cinc anys, i Martí es va casar el 1890 amb Filomena Garriga i Fontanals.
Fill d'una família de classe mitjana, estudia el batxillerat a l'Escola de Sant Francesc de Granollers i la carrera de Medicina, inicialment, a l'Hospital de la Santa Creu i, l'últim curs, al recent inaugurat Hospital Clínic de Barcelona. Mentre estudia, treballa d'ajudant de Farmàcia. Es llicencia el 1907 i comença a exercir de metge rural a Sant Feliu Sasserra, al Bages, durant un any. Torna a Granollers i obre una consulta de Medicina General (1911).
El Dr. Canal es va casar el 15 de desembre de 1915 amb Anna Anfres i Alsina, filla d'un industrial tèxtil de Barcelona, i van tenir sis fills: Alfred, Pius, Anna, Francesc, Jordi i Rosa. Pius i Francesc van estudiar Medicina.
Interessat pels temes de la sanitat local, comença una activa carrera que el duu a ser nomenat Metge Municipal supernumerari (1914), metge forense del Jutjat de Granollers (1916), metge titular de Granollers (1923), subdirector del Laboratori Bacteriològic del partit de Granollers (1923), secretari general de l'Associació de Metges Titulars de la província de Barcelona (1925), vocal del Tribunal d'Oposicions a Inspectors Municipals de Sanitat de Barcelona (1926), Inspector de Sanitat (1928), i director de la sub-brigada Sanitària de Granollers (1929), entre d'altres càrrecs i ocupacions.
El 1935, funda la Policlínica del Vallès. Durant la Guerra Civil, Alfred Canal s'encarrega d'organitzar i coordinar l'assistència mèdica a la Policlínica, a l'Hospital i, també, al dispensari de la Creu Roja. A més, fa de director de l'Hospital Euskadi de Granollers, que es funda per atendre al gran flux de nens refugiats bascs que rep Catalunya. Al final de la Guerra, malgrat haver intercedit davant la gent del comitè per salvaguardar persones i patrimoni cultural, Alfred Canal és acusat de maçó. És detingut i empresonat a condemna perpètua que li rebaixen a 7 anys. El 1942, molt malalt, el deixen sortir de la presó i mor, poc després, a casa seva.
A més de la tasca purament mèdica, també li interessava la història de Granollers i el periodisme que va poder exercir a través de la revista setmanal La Gralla, que ell mateix va fundar l'any 1921 juntament amb Amador Garrell i de la qual fou director fins a 1923.
L'any 1928, és, també, fundador de la Revista Mèdico-Professional, que s'edita bimensualment a Barcelona. L'any 1932, és nomenat membre corresponent de la Reial Acadèmia de Medicina de Catalunya.
El doctor Alfred Canal participa intensament en la vida de la ciutat de Granollers. Ocupa diferents càrrecs, entre ells, la presidència d'entitats com el Casino de Granollers, la Junta Estudis Històrics de Granollers o el Club de Futbol Granollers, del qual és soci fundador el 1928. Molts anys després, l'ajuntament democràtic de la seva ciutat li ret homenatge donant el seu nom a una de les seves places.

## Aportacions de caràcter històric
Els seus articles sobre història local són, possiblement, els més importants de la col·laboració del Dr. Canal amb la revista La Gralla, tant pel seu contingut com pel seu nombre. La tasca com a divulgador destaca sobretot per una sèrie d'articles que es publicaven periòdicament amb el nom de "Efemèrides granollerines", escrites entre els anys 1921 i 1927. A més d'aquesta sèrie d'articles en va escriure d'altres, la majoria en edicions extraordinàries de La Gralla que es publicaven per Nadal i Setmana Santa. Tots els exemplars de La Gralla es conserven a l'Hemeroteca de l'Arxiu Municipal de Granollers.
EL seu interès per la història local el va portar a constituir la Junta d'Estudis Històrics de Granollers el 1927. Aquell mateix any també va escriure un treball sobre Granollers al periòdic barceloní La Publicitat. El 1934 va ser nomenat Vice-president interí del Patronat del Museu i l'Arxiu de Granollers.

## Escrits de divulgació mèdica
El gener de 1924 el Dr. Farreras va fer unes apreciacions de la qüestió sanitària a Granollers a La Gralla, que van ser corroborades pel Dr. Canal amb tres articles publicats al gener i al febrer amb el títol "La qüestió Sanitària a Granollers". En el primer article explica que la construcció de clavegueres és una qüestió vital per a Granollers; en el segon parla dels perills de contagi i com han d'aïllar-se els malalts, i en el tercer acaba el tema del contagi i critica els remeis tradicionals, que acostumen a perjudicar els malalts, al mateix temps que després no se segueixen els consells del metge.
L'any 1926 va publicar a La Gralla un article de divulgació mèdica i contra la incultura de la gent que creu en el poder màgic de pedres, cinturons, etc., titulat "Ofensiva nigromàntica". També l'any 1926 va publicar "La passa", destinat a combatre l'alarmisme per certes manifestacions patològiques intestinals que va haver-hi aquell estiu. El 1929 fa públic a La Gralla, ja com a Inspector Sanitari de la Junta Municipal de Sanitat, un edicte sanitari amb el resum estadístic del resultat de vacunacions contra la verola i el tifus fetes a Granollers. En aquest edicte acaba oferint el servei gratuït de vacunació als qui encara no ho han fet. L'any 1930 comencen unes publicacions bastant regulars d'unes notes del Laboratori Bacteriològic del partit.Tots els exemplars de La Gralla es conserven a l'Hemeroteca de l'Arxiu Municipal de Granollers.